# Јасна Шекарић
Јасна Шекарић (рођена као Јасна Брајковић, Београд, 17. децембар 1965) српска је спортисткиња и репрезентативка Србије у стрељаштву. Вишеструка је олимпијска, светска и европска првакиња.

## Приватан живот
Одрасла је у Осијеку, где је почела да се бави стрељаштвом. У школској секцији се прво такмичила пушком и имала лепе пласмане на регионалним ђачким такмичењима. Нешто касније почела је да користи пиштољ. 1990. поново долази у Београд и затим следе успешне године на спортском и приватном плану.
Разведена је и има двоје деце, Леу и Луку.

## Каријера
Више пута је проглашавана за најбољу спортисткињу и стрелца Југославије, Хрватске, СЦГ, Србије. 1988. и 1994. године добила је златну значку Спорта, награду за најбољег спортисту у Југославији, а од Спортског савеза Србије је примила "мајску награду" 2008. године. Три пута, 1990, 1995. и 2005. је проглашавана за најбољег стрелца у свету, а 2000. године Међународна спортска стрељачка федерација (ISSF) ју је прогласила за најбољег стрелца света 20. века. У каријери је освојила преко 90 медаља на великим такмичењима (Олимпијске игре, светска и европска првенства, светски купови, Медитеранске игре...).
На Олимпијским играма освојила је пет медаља, једно злато, три сребра и једну бронзу. Једини је стрелац, који је на сваком наступу на Олимпијским играма успео да се пласира у финале. Два пута олимпијско злато јој је замало измакло. У Барселони 1992, је изгубила златну олимпијску медаљу упркос чињеници да је имала идентичан резултат као победница, Марина Логвиненко. Ситуација се поновила и на Олимпијским играма у Атини 2004. године, када је Јасна после основног дела и квалификација имала исти резултат као и шампионка Олена Костевич (Украјина). Украјинка је била боља од Шекарићке у „распуцавању“. На Олимпијским играма 2008. у Пекингу је носила српску заставу на церемонији отварања, а у такмичењу освојила шесто место.
Иако није мењала држављанство, учествовала је под четири различите заставе, на њених шест Олимпијских игара. 1988 је наступала за СФР Југославију. 1992 је наступала као независни учесник, јер је СР Југославија била под санкцијама. Наредна три пута је наступала за СР Југославију, односно Србију и Црну Гору, а коначно, 2008 за Србију. Само је још српско-амерички стонотенисер Илија Лупулеску наступио под четири различите заставе, али је он мењао држављанство.
Јасна је чланица стрељачког клуба Црвена звезда
Такмичарску каријеру завршила је 2016.године и у стрељаштву остала као тренер.
Била је тренер Бобане Момчиловић Величковић . У децембру 2022. године именована је за селектора репрезентације Србије за дисциплине пиштољем.

## Највећи успеси
Три пута је била светска првакиња (Будимпешта 1987, Сарајево 1989. и Милано 1994), а четири пута европска шампионка (Еспо 1986, Манчестер 1991, Будимпешта 1992, Будимпешта 1996, Београд 2005).

### Олимпијске игре
- Сеул 1988.: златна медаља (ваздушни пиштољ), бронзана (малокалибарски пиштољ)[5]
- Барселона 1992: сребрна медаља (ваздушни пиштољ)[5]
- Атланта 1996: 4. место (ваздушни пиштољ)
- Сиднеј 2000: сребрна медаља (ваздушни пиштољ)[5]
- Атина 2004: сребрна медаља (ваздушни пиштољ)[5]
- Пекинг 2008: 6. место (ваздушни пиштољ)

### Кристални глобуси (победа на финалу Светског купа)
- 1988: МК пиштољ
- 1990: ваздушни пиштољ
- 1996: ваздушни пиштољ
- 1997: ваздушни пиштољ
- 2005: ваздушни пиштољ

## Награде

### Друге награде
- 2017: Награда Браћа Карић